# Bogusław Sonik

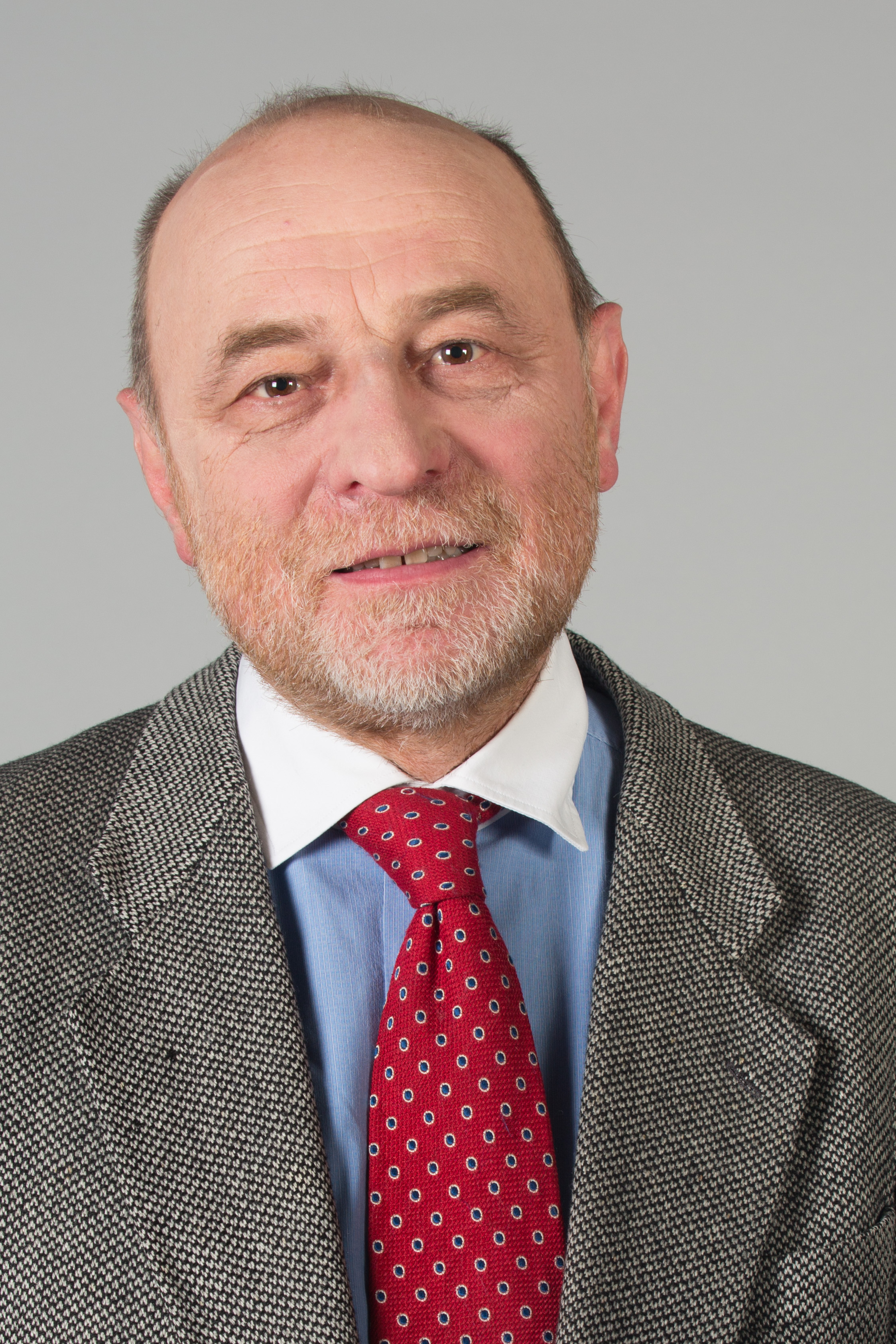
Bogusław Sonik (2014)

Bogusław Andrzej Sonik (* 3. Dezember 1953 in Krakau) ist ein polnischer Politiker, der bis 2023 der  Platforma Obywatelska angehörte.

## Leben
Bogusław Sonik besuchte das Gymnasium Nr. 10 in Krakau. Anschließend absolvierte ein Studium des Verwaltungsrechts an der Fakultät für Recht und Verwaltung der Jagiellonen-Universität in Krakau, das er 1978 mit dem Magister abschloss.
Neben seinem Studium wirkte er ab 1972 in der von den Dominikanern betreuten Hochschulgemeinde Beczka in Krakau mit. Ab 1976 engagierte er sich in der Oppositionsbewegung gegen die kommunistische Regierung Polens und organisierte einige Unterschriftensammlungen für vom Studium ausgeschlossene Studenten mit. Ab November 1976 arbeitete er im Komitet Obrony Robotników (KOR) und im Komitet Samoobrony Społecznej (KSS KOR) mit. 1976/1977 koordinierte er die Unterstützung der im Rahmen des Polnischen Volksaufstands streikenden Arbeiter in Radom und in Ursus. Nach dem Tod des Studenten Stanisław Pyjas im Mai 1977 organisierte Sonik den gemeinsamen Protest der Krakauer Studentenopposition und des Komitees zur Verteidigung der Arbeiter mit. Im selben Jahr gründete er gemeinsam mit Mitstudenten das Studentische Solidaritätskomitee (SKS). In dieser Zeit stand er in Kontakt zum Erzbischof von Krakau, Karol Kardinal Wojtyła, den er über die Aktionen des Studentischen Solidaritätskomitees und die Situation der Studenten informierte. Ferner stellte er seine Wohnung für Diskussionsrunden, Vorträge und Seminare des Vereins für wissenschaftliche Kurse (TKN) zur Verfügung. 1979 wurde er Mitglied der Redaktion der unabhängigen Studentenzeitschrift „Indeks“. In der Folge wurde er mehrfach verhaftet.
1980 trat Sonik der Gewerkschaft Solidarność bei und baute die Solidarność-Gruppe in Krakau mit auf. Im Juli 1981 nahm er als Delegierter an der ersten Generalversammlung der Gewerkschaft Solidarność in der Region Kleinpolen teil und wurde Vizepräsident der Regionalversammlung. Später nahm er an der ersten Generalversammlung der Gewerkschaft auf nationaler Ebene teil. Von 1980 bis 1981 arbeitete Sonik für die Redaktion der unabhängigen Zeitschrift Goniec Małopolski („Kleinpolnische Wochenschrift“) der Gewerkschaft Solidarność in der Region Kleinpolen. Während des Kriegsrechts in Polen war Sonik vom 13. Dezember 1981 bis zum 15. Oktober 1982 in Nowy Wiśnicz und später in Załęże interniert. Danach arbeitete er von 1982 bis 1984 als Journalist bei der Zeitung Tygodnik Powszechny und beim Verlag Znak.
1983 reiste Sonik unter dem Vorwand einer medizinischen Behandlung nach Frankreich und lebte dort fortan im Exil. Aus Frankreich organisierte er Hilfsmaßnahmen für die Untergrundstrukturen der Gewerkschaft Solidarność. Ab 1985 arbeitete er unter dem Pseudonym Jerzy Floriański für die polnischsprachige Abteilung von Radio France Internationale und für die BBC sowie später auch für die polnischsprachige Abteilung des Deutschlandfunks. Außerdem übernahm er bei Radio Free Europe unter dem Pseudonym Bruder Władysław die Moderation religiöser Sendungen. Darüber hinaus vertrat er in Paris die Untergrund-Monatszeitschrift Bez Dekretu („Ohne Dekret“) und fungierte von 1986 bis 1989 als Mitherausgeber der Wochenzeitung für die polnischen Emigranten Głos Katolicki („Katholische Stimme“). Von 1990 bis 1996 leitete er das Polnische Institut in Paris. Zusätzlich war er bevollmächtigter Minister bei der Polnischen Botschaft in Paris.
1996 kehrte Sonik nach Polen zurück und wurde Direktor des Organisationsbüros des Festivals „Krakau 2000 – Europäische Kulturstadt“. Von 2002 bis 2004 fungierte er als Vorsitzender des Aufsichtsrats des Woiwodschaftsfonds für Umweltschutz und Wasserwirtschaft und von 2003 bis 2004 leitete er zudem die Abteilung für Förderung und ausländische Zusammenarbeit bei der Krakauer Stadtverwaltung. Ferner gründete er 2002 die Vereinigung „Mai ’77“ und wurde deren Präsident.

## Politik
Von 1998 bis 2001 gehörte Sonik dem Stronnictwo Konserwatywno-Ludowe (SKL) an. 2002 wurde er Mitglied der Bürgerplattform (PO).
Sonik war von 1999 bis 2002 Mitglied des Woiwodschaftssejmiks der Woiwodschaft Kleinpolen und auch dessen Vorsitzender. 2002 wurde er Mitglied des polnischen Sejms. Dort leitete er von 2002 bis 2004 den Ausschusses für Umwelt und Wasserwirtschaft. Überdies war er von 2000 bis 2004 Mitglied der Vereinigung der europäischen Kulturstädte und -regionen und der Vereinigung der Regionen Europas sowie von 2001 bis 2004 Mitglied des Vorstands der Vereinigung der europäischen Kulturstädte und -regionen.
Von 2004 bis 2014 war Sonik Abgeordneter im Europäischen Parlament. Dort fungierte er ab 2009 als stellvertretender Vorsitzender des Ausschusses für Umweltfragen, öffentliche Gesundheit und Lebensmittelsicherheit. Außerdem gehörte er dem Ausschuss für bürgerliche Freiheiten, Justiz und Inneres sowie den Delegationen für die Beziehungen zum Iran, für die Beziehungen zu den Ländern Mittelamerikas und der Delegation in der Parlamentarischen Versammlung Europa-Lateinamerika an.
Nachdem er von 2014 bis 2015 kurzzeitig erneut dem Woiwodschaftssejmik der Woiwodschaft Kleinpolen angehört hatte, wurde er 2015 im Wahlkreis Krakau mit 11.715 Stimmen abermals in den polnischen Sejm gewählt. Im November 2018 rückte er als Mitglied des 8. Europäischen Parlaments für Bogdan Wenta nach. Von 2019 bis 2023 gehörte Sonik wieder dem polnischen Sejm an. Im Mai 2023 trat Sonik aus der Bürgerplattform aus. Bei der Parlamentswahl in Polen 2023 trat er nicht erneut an. Er trat 2024 erfolglos bei den Selbstverwaltungswahlen für ein Mandat im Krakauer Sejmik auf der Liste von Trzecia Droga an. Sonik gehörte dem Unterstützerkomitee von Karol Nawrocki bei der Präsidentschaftswahl 2025 an.

## Ehrungen
Sonik erhielt 1993 den französischen Orden der Künste und des Schrifttums. 2012 wurde ihm das Kreuz der Freiheit und Solidarität verliehen und 2014 das Komturkreuz des Ordens Polonia Restituta. Ferner zeichnete ihn das Instytut Pamięci Narodowej im Jahr 2013 mit dem Ehrenpreis „Zeuge der Geschichte“ aus. Darüber hinaus gehörte Sonik dem Kapitel der Medaille der „Ungebrochenen im Wort“ an.